# Dieter Stein (Sprachwissenschaftler)
Dieter Stein (* 5. Juli 1946 in Frankenholz/Saar) ist ein deutscher Anglist, Sprachwissenschaftler und Hochschullehrer.

## Leben und Wirken
Dieter Stein studierte nach seiner Reifeprüfung 1965 in Neunkirchen von 1965 bis 1972 Anglistik und Geographie an der Universität des Saarlandes. Nach dem ersten Staatsexamen für den höheren Schuldienst promovierte er dort 1974 mit einer sprachwissenschaftlichen Arbeit bei dem Anglisten Thomas Finkenstaedt. Anschließend war er als wissenschaftlicher Mitarbeiter an der Universität in Universität in Saarbrücken und der Universität Heidelberg tätig und  habilitierte sich 1982 für Anglistische Sprachwissenschaft (mit besonderer Berücksichtigung der Übersetzungswissenschaft) an der RWTH Aachen. Von 1982 bis 1990 lehrte er als Professor an der Universität Gießen. Im Jahre 1990 wechselte er auf eine Professur an der Heinrich-Heine-Universität Düsseldorf. Nach seinem Eintritt in den Ruhestand lehrte er 2013/14 noch an der Universität Bonn. Gastdozenturen und -professuren hatte Stein an mehreren Universitäten vor allem in den USA inne.

## Veröffentlichungen (Auswahl)
- Grammatik und Variation von Flexionsformen in der Sprache des Shakespeare-Corpus. TU-Druck- u. Verl.-Ges., München 1974, ISBN 3-88073-000-8 (= Dissertation Universität Saarbrücken).
- Theoretische Grundlagen der Übersetzungswissenschaft (= Tübinger Beiträge zur Linguistik, Bd. 140). Narr, Tübingen 1980, ISBN 3-87808-140-5.
- Natürlicher syntaktischer Sprachwandel.  Untersuchungen zur Entstehung der englischen do-Periphrase in Fragen (= Tuduv-Studien. Reihe Sprach- und Literaturwissenschaften, Bd. 19). tuduv-Verlagsgesellschaft, München 1985, ISBN 3-88073-184-5 (= Habilitationsschrift RWTH Aachen).
- The semantics of syntactic change. Aspects of the evolution of do in English (= Trends in linguistics. Studies and monographs, Bd. 47). Mouton de Gruyter, Berlin 1990, ISBN 3-11-011283-3.
- (Hrsg.): Cooperating with written texts. The pragmatics and comprehension of written texts (= Studies in anthropological linguistics, Bd. 19). Mouton de Gruyter 1992, ISBN 3-11-012723-7.
- (Mithrsg.): Towards a standard English 1600–1800 (= Topics in English linguistics, Bd. 12). Mouton de Gruyter, Berlin 1994, ISBN 3-11-013697-X.
- (Hrsg., mit Susan Wright): Subjectivity and subjectivisation. Linguistic perspectives. Cambridge University Press, Cambridge 1995, ISBN 0-521-47039-0.
- (Mithrsg. u. Mitautor): The virtues of language. History in language, linguistics and texts. Papers in memory of Thomas Frank (= Amsterdam studies in the theory and history of linguistic science. Series 3, Bd. 87). Benjamins, Amsterdam 1998, ISBN 1-55619-624-5.
- (Mithrsg.): Pathways of change. Grammaticalization in English (= Studies in language. Companion series, Bd. 53). Benjamins, Amsterdam 2000, ISBN 1-55619-939-2.
- (Hrsg., mit Janet Giltrow): Genres in the internet. Issues in the theory of genre. Benjamins, Amsterdam 2009, ISBN 978-90-272-5433-7.
- (Mithrsg.): Pragmatics of computer-mediated communication (= Handbook of pragmatics, Bd. 9). de Gruyter Mouton Berlin 2013, ISBN 3-11-021445-8.
- (Hrsg., mit Janet Giltrow): The pragmatic turn in law. Inference and interpretation in legal discourse (= Mouton series in pragmatics, Bd. 18). de Gruyter Mouton, Berlin 2017, ISBN 1-5015-1326-5.
- (Hrsg., mit Victoria Guillén-Nieto): Language as evidence. Doing forensic linguistics. Palgrave Macmillan, Cham 2022, ISBN 978-3-030-84332-8.

Außerdem zahlreiche Aufsätze in Fachzeitschriften und Sammelbänden.